# 増田明美・櫻井浩二のプロペラ全開
『増田明美・櫻井浩二のプロペラ全開』（ますだあけみ・さくらいこうじのぷろぺらぜんかい）は2018年10月7日から2019年3月31日までRKB毎日放送（RKBラジオ）で放送されているトーク番組である。

## 番組概要
ロードレース解説者の増田とスポーツアナウンサーの櫻井という公私ともに親交の深い2人による、新しい週を明るく笑顔で迎えられるような話題を提供する番組である。

## 放送時間
- 日曜日 16:00 - 16:15（JST。2018年10月7日〜2019年3月31日）

## パーソナリティ
- 増田明美
- 櫻井浩二